# Harald Starzengruber
Harald Starzengruber (Leogang, 11 april 1981) is een Oostenrijks wielrenner die anno 2011 uitkomt voor UNION Raiffeisen Radteam Tirol. In het verleden reed Starzengruber voor Quick Step-Davitamon als stagiair en later bij Elk Haus-Simplon.
Aanvankelijk reed Starzengruber als cyclocrosser en werd achtereenvolgens derde en eerste bij de Oostenrijkse kampioenschappen voor nieuwelingen en junioren (1997 en 1998). In 2000 werd hij Oostenrijks kampioen op de weg bij de beloften en derde in de individuele tijdrit. In 2001 werd hij kampioen cyclocross bij de beloften wat hij herhaalde in 2003. Het jaar erop, in 2004 deed Starzengruber mee met de elite en werd toen tweede. In 2006 werd hij nogmaals tweede en in 2009 derde. Ondertussen was hij in 2008 derde geworden in de wegkampioenschappen op de onderdelen criterium en individuele tijdrit.
In 2010 werd Starzengruber Oostenrijks kampioen op de weg voor elite. Hij won de sprint van Harald Totschnig, Josef Kugler en Rupert Probst.

## Overwinningen
1998
- Oostenrijks kampioen veldrijden, Junioren

2000
- Oostenrijks kampioen op de weg, Beloften

2001
- Oostenrijks kampioen veldrijden, Beloften

2003
- Oostenrijks kampioen veldrijden, Beloften

2005
- Circuito Internazionale di Caneva
- Coppa Colli Briantei Internazionale, Beloften

2006
- Criterium van Altheim
- Criterium van Knittelfeld
- Bürgenland Rundfahrt
- 2e etappe Friedens und Freundschaftstour

2007
- Criterium van Bischofshofen

2009
- Giro di Festina Schwanenstadt
- Memorial Peter Dittrich

2010
- Oostenrijks kampioen op de weg, Elite
- Schwarzbräu-Straßenpreis

## Grote rondes
Geen